# A makrancos hölgy (film, 1967)
A makrancos hölgy (eredeti cím: La bisbetica domata / The Taming of the Shrew) 1967-ben bemutatott színes olasz-amerikai filmvígjáték. Franco Zeffirelli alkotása William Shakespeare azonos című komédiája alapján készült. A főbb szerepekben Elizabeth Taylor és Richard Burton láthatóak. A zenét Nino Rota szerezte.

## Szereplők
| Szerep    | Színész           | Magyar hang        | Magyar hang         |
| Szerep    | Színész           | 1. szinkron (1981) | 2. szinkron (2006)  |
| --------- | ----------------- | ------------------ | ------------------- |
| Kata      | Elizabeth Taylor  | Kovács Nóra        | Tóth Ildikó         |
| Petruchio | Richard Burton    | Vajda László       | Mihályi Győző       |
| Grumio    | Cyril Cusack      | Zenthe Ferenc      | Harsányi Gábor      |
| Bianca    | Natasha Pyne      | Szirtes Ági        | Botos Éva           |
| Baptista  | Michael Hordern   | Velenczey István   | Végvári Tamás       |
| Lucentio  | Michael York      | Faragó József      | Lux Ádám            |
| Hortensio | Victor Spinetti   | ?                  | Kautzky Armand      |
| Gremio    | Alan Webb         | ?                  | ? Verebély Iván     |
| Tranio    | Alfred Lynch      | ?                  | Kálloy Molnár Péter |
| Biondello | Roy Holder        | ?                  | Molnár Levente      |
| Vincentio | Mark Dignam       | ?                  | Izsóf Vilmos        |
| Az özvegy | Bice Valori       | ?                  | Farkasinszky Edit   |
| Tanító    | Vernon Dobtcheff  | ?                  | Cs. Németh Lajos    |
| Pap       | Giancarlo Cobelli | ?                  | Kapácsy Miklós      |

## Díjak

### David di Donatello-díj
- 1967 – legjobb film
- 1967 – legjobb külföldi színész (Richard Burton)
- 1967 – legjobb külföldi színésznő (Elizabeth Taylor)

### Brit operatőrök társaságának (BSC) díja
- 1967 – legjobb operatőr (Oswald Morris)

### Ezüst Szalag díj
- 1968 – legjobb jelmeztervező (Danilo Donati)